# Composición étnica del estado Táchira

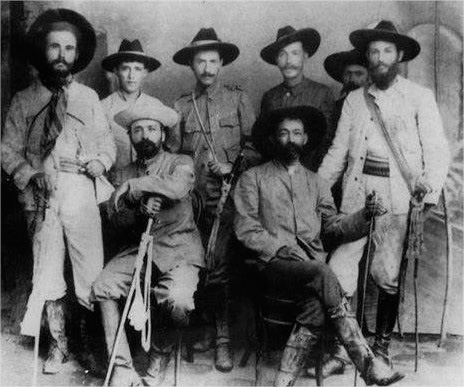
Los generales Cipriano Castro y Juan Vicente Gómez junto a hombres tachirenses que hacía pocas horas, habían librado la batalla de Tocuyito en 1899.

La composición étnica del estado Táchira es pluriétnica, resultado de diversos procesos históricos de mestizaje. Inicialmente habitado por pueblos indígenas precolombinos, mayoritariamente de las etnias timoto-cuicas, barí y kalinago, la región experimentó cambios demográficos con la llegada de pobladores europeos y, en menor medida, de personas de origen africano, quienes fueron traídas en condición de esclavitud durante el periodo colonial.
Posteriormente, en el siglo XX, la composición étnica se vio influenciada por la llegada de inmigrantes europeos, en su mayoría españoles e italianos.

## Investigaciones de la ascendencia tachirense
La investigación realizada por Bernardo Zinguer sobre la composición étnica de la población del estado Táchira proporciona datos sobre la herencia genética de la región. Mediante el análisis de 112 muestras de ADN, distribuidas de la siguiente manera: 91 individuos aportaron sus datos a través de la empresa estadounidense 23andMe; además, se incluyeron 18 muestras de MyHeritage, junto con 3 muestras de Ancestry (algunas de estas no fueron consideradas para efectos del haplogrupo).
El estudio indica que alrededor del 67 % del material genético de la población analizada se atribuye a ascendencia europea. De esta proporción, la herencia ibérica, procedente de España y Portugal, constituye el 91 %, mientras que las contribuciones italiana y judía asquenazí (de Europa central) representan, respectivamente, el 5 % y el 2 %.
Asimismo, la investigación señala que la ascendencia amerindia representa aproximadamente el 28 % del ADN analizado, diferenciándose entre linajes mesoamericanos (95 %) y amazónicos (5 %), lo que evidencia la diversidad de los grupos indígenas que históricamente habitaron la región. La contribución de la ascendencia africana se estima en un 3 %, mientras que el 2 % restante se atribuye a otros orígenes con presencia minoritaria o no asignado a ninguna etnia en particular.
También se pudo identificar que, en el Táchira, el 90,57 % del ADN-Y en la población es de origen europeo, mientras que el 88,57 % del ADNmt tiene raíces amerindias. Esto permite concluir que, a diferencia de la metáfora del poeta venezolano Andrés Eloy Blanco, quien comparaba la diversidad étnica de Venezuela con una taza de café con leche, la composición genética del Táchira se asemeja más, según el mismo investigador, a una mezcla de «aguamiel con leche». En esta analogía, el aguamiel representa la herencia amerindia, mientras que la leche simboliza la ascendencia europea.
El XIV Censo Nacional de Población y Vivienda, realizado en 2011 por el Instituto Nacional de Estadística (INE), presentó los resultados sobre la distribución porcentual de la población del estado Táchira según el autoreconocimiento étnico. Los datos obtenidos fueron los siguientes: 0,6 % se identificó como negro, 0,2 % como afrodescendiente, 38,6 % como moreno, 58,8 % como blanco y 1,8 % en otras categorías.